# Ludovico di Caporiacco
Ludovico di Caporiacco (ur. 22 stycznia 1900, zm. 18 lipca 1951) – włoski arachnolog.
Ludovico di Caporiacco urodził się 22 stycznia 1900 roku we włoskim mieście Udine. W 1920 roku otrzymał tytuł naukowy, po czym do 1929 roku nauczał zoologii i anatomii porównawczej. Brał udział w ekspedycji do Dżabal al-Uwajnat, gdzie wspólnie z László Almásy odkrył w 1933 roku prehistoryczne malowidła naskalne w Ain Doua. W 1943 roku został profesorem zwyczajnym zoologii na Wydziale Nauk Ścisłych Uniwersytetu w Parmie.
Specjalizował się w arachnologii, poświęcając wiele swoich badań kosarzom. Opisał wiele nowych dla nauki taksonów.
Na jego cześć nazwano m.in. rodzaj Caporiaccosa czy gatunki Africactenus caporiaccoi, Anahita caporiaccoi, Bembidion caporiaccoi, Chorthippus caporiaccoi, Dendryphantes caporiaccoi, Glenognatha caporiaccoi, Megarctosa caporiaccoi, Neoantistea caporiaccoi, Neobisium caporiaccoi, Noegus lodovicoi, Oedothorax caporiaccoi, Oxyopes caporiaccoi, Philodromus caporiaccoi, Pseudeuophrys caporiaccoi, Rugilus caporiaccoi, Setaphis caporiaccoi, Storena caporiaccoi, Syedra caporiaccoi, Tetragnatha nitens, Tmarus caporiaccoi, Troglohyphantes caporiaccoi, Zelotes caporiaccoi, Zodarion caporiaccoi.